# London Has Fallen
London Has Fallen ist ein US-amerikanisch-britischer Actionfilm des Regisseurs Babak Najafi, der am 4. März 2016 in die US-amerikanischen und am 10. März 2016 in die deutschen Kinos kam. Der Film ist eine Fortsetzung des Films Olympus Has Fallen (2013).
Der dritte Teil der Reihe wurde unter dem Titel Angel Has Fallen im August 2019 in den Vereinigten Staaten veröffentlicht.

## Handlung
Wenige Jahre vor der Haupthandlung des Films: In Pakistan feiert Aamir Barkawi, ein weltweit gesuchter krimineller Waffenhändler, der unter anderem korrupte Regierungen, Söldner, Konzerne und Terroristen beliefert, gerade mit seiner Familie die Hochzeit seiner Tochter, als eine amerikanische Drohne einen von der G8 autorisierten Anschlag auf ihn verübt, ohne dass der Westen etwas von der Anwesenheit der Familie weiß. Er selbst und sein Sohn Kamran überleben den Anschlag, allerdings kommt seine Tochter ums Leben.
Zwei Jahre später. Mike Banning ist nach den Ereignissen des ersten Teils wieder beim Secret Service tätig und erwartet mit seiner Frau Leah Nachwuchs. Um mehr Zeit für seine Familie zu haben, will er seinen Job kündigen. Doch nach dem überraschenden Tod des britischen Premierministers James Wilson werden alle führenden Staatsoberhäupter der westlichen Welt zu seiner Beerdigung nach London eingeladen. Hierzu zählt auch US-Präsident Benjamin Asher, der neben Banning mit Lynne Jacobs von einer weiteren Secret-Service-Agentin begleitet wird.
Noch während der Anreise zur angesetzten Trauerfeier tötet eine sehr große Gruppe getrennt angreifender Terroristen innerhalb kurzer Zeit an verschiedenen Stellen der britischen Hauptstadt den Premierminister von Kanada, die deutsche Bundeskanzlerin, den Premierminister von Japan, den italienischen Ministerpräsidenten und den französischen Staatspräsidenten. Die Terroristen wollen damit den zwei Jahre zuvor von der G8 autorisierten tödlichen Drohnenangriff auf die pakistanische Hochzeitsfeier rächen, indem sie die westliche Welt ins Chaos stürzen und weitere Anschläge in anderen Metropolen in Aussicht stellen. Der Angriff auf Asher und Versuche, ihn gefangen zu nehmen, können von Banning und seinen Kollegen zunächst vereitelt werden. Die meisten Terroristen treten verkleidet als Polizisten oder königliche Hofgardisten auf, so dass die Lage unübersichtlich ist und sich Freund und Feind kaum unterscheiden lassen.
In Washington, D.C. kommt der Krisenstab unter Vizepräsident Allan Trumbull zusammen, der unter anderem Kontakt zur Downing Street und zur Notfallkommandozentrale vor Ort unter Scotland-Yard-Chef Kevin Hazard aufnimmt. Aamir Barkawi, der sich rächende Drahtzieher des Anschlags, fordert von Trumbull per Video-Telefonat die Auslieferung Ashers, ansonsten gehe laut ihm jeder Tote auf Trumbulls Konto. Trumbull weigert sich strikt gegen die Forderung des Feindes und ordnet stattdessen an, einen Fehler zu finden, den Barkawi sicher gemacht haben wird. Wie sich später herausstellt, ist dieser Fehler die Operationsbasis seiner Leute in London, wo der Präsident getötet werden soll.
Zur Verschärfung der Situation verursachen die Terroristen zudem einen stadtweiten Stromausfall. Präsident Asher und Banning begeben sich nach dem ihnen geltenden Angriff auf eine Flucht vor den Terroristen, die sie mit Fahrzeugen, Helikoptern und zu Fuß durch größere Teile der britischen Hauptstadt führt, wobei Lynne Jacobs bei einem Hubschrauber-Absturz stirbt. Mit der Hilfe der MI6-Agentin Jacquelin Marshall versuchen sie, die amerikanische Botschaft zu erreichen, was ihnen jedoch nicht gelingt, da die Terroristen – als von Trumbull geschickte Soldaten verkleidet – Marshalls Safehouse-Wohnung, wo die zwei vorerst untergekommen sind, stürmen und beide nach einer heftigen Schießerei zur Flucht zwingen. Sie rammen das Fluchtauto der beiden und nehmen den Präsidenten gefangen.
Kamran Barkawi, der Sohn des Drahtziehers des Anschlags Aamir Barkawi, fesselt Asher schließlich an einen Stuhl und kündigt dessen Hinrichtung an, die er live über das Internet übertragen will. Im letzten Moment taucht Banning zusammen mit dem SAS, den Trumbull und wohl auch Hazard geschickt haben, auf und stürmt das Versteck. Er schafft es, Kamran zu töten und die restlichen Terroristen vom SAS mit einer Explosion vernichten zu lassen. Er selbst rettet Asher. Wie sich später herausstellt, hatten die Terroristen einen Maulwurf im britischen Geheimdienst, der erst die Unterwanderung der Sicherheitsorgane in der massiv geschehenen Form möglich gemacht hat. Zudem waren die Terroristen auch für den Tod des britischen Premierministers verantwortlich. Dem Anschlag gingen jahrelange Vorbereitungen voraus, die Trauerfeier war die hierfür eingefädelte Falle. Marshall kann den MI5-Agenten John Lancester als Maulwurf entlarven und stellt ihn aufgebracht zur Rede. Dieser rechtfertigt sein Handeln mit den derzeit gefährlichen Zeiten, gekürzten Etats, einer Lehre, die er erteilen wollte und einem Batzen Geld als Belohnung. Er will das Land verlassen und bittet Marshall, mit ihm zu kommen. Sie weigert sich und erschießt ihn, als er sich zu seiner Waffe bewegt, die in kurzer Entfernung von ihm liegt.
Während eines kurzen Telefongesprächs des US-Vizepräsidenten mit dem Drahtzieher des Anschlags wird eine Live-Videosequenz gezeigt, die mutmaßlich von der Kamera eines Marschflugkörpers aufgenommen ist, und zeitgleich mit dem Telefonat abbricht, als ein erneuter Drohnen-Anschlag auf Barkawi verübt wird, diesmal erfolgreich.
Der Film endet mit Banning bei seiner Familie. Er und seine Frau Leah werden Eltern einer kleinen Tochter, die sie nach seiner getöteten Chefin Lynne benennen. Er schreibt seine Kündigung, will sie abschicken, überdenkt dies aber nochmal und löscht sie.

## Produktion

### Entstehungsgeschichte
Ursprünglich sollte die Produktion im Mai 2014 in London beginnen. Creighton Rothenberger und Katrin Benedikt wurden wie beim Film Olympus Has Fallen als Drehbuchautoren verpflichtet und hierbei von Chad St. John und Christian Gudegast unterstützt. Antoine Fuqua konnte wegen seiner Arbeiten am Film The Equalizer nicht wieder die Regie übernehmen. Im Mai 2014 wurde bekannt, dass Focus Features die Vertriebsrechte an der Fortsetzung erworben hatte und den Film eigentlich am 2. Oktober 2015 in die Kinos bringen wollte. Nachdem im August 2014 noch Fredrik Bond als neuer Regisseur im Gespräch war, das Projekt jedoch nur sechs Wochen vor dem geplanten Beginn der Dreharbeiten verließ, konnte am 28. September 2014 Babak Najafi für die Regie verpflichtet werden.

### Besetzung
Gerard Butler, Morgan Freeman, Aaron Eckhart, Angela Bassett, Robert Forster und Radha Mitchell übernahmen wieder die Rollen aus dem Film Olympus Has Fallen. Am 10. Oktober 2014 stieß Jackie Earle Haley zur Crew und übernahm die Rolle des stellvertretenden Stabschefs, White House Deputy Chief of Staff Mason. Am 12. November 2014 wurde bekannt, dass der belgische Schauspieler Mehdi Dehbi die Rolle von Sultan Mansoor übernimmt, dem jüngsten von drei Brüdern, dessen Leben sich im Film nach einem Drohnenangriff völlig verändert.

### Dreharbeiten

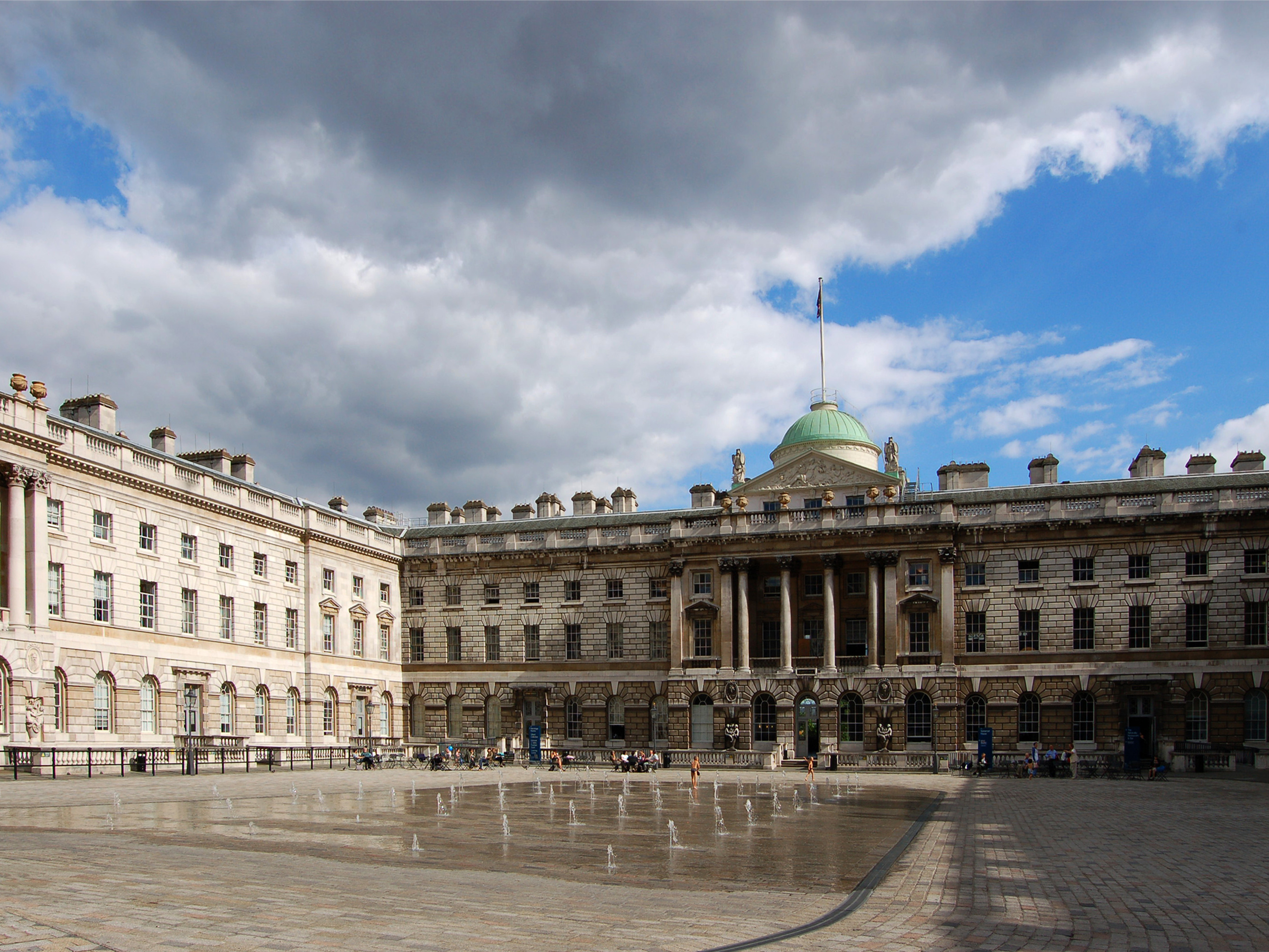
Einer der Drehorte: der Innenhof von Somerset House in London.

Die Dreharbeiten zum Film begannen am 24. Oktober 2014 in London. Es wurde vier Wochen unter Beteiligung der Darsteller Freeman, Eckhart, Bassett und Melissa Leo gedreht, bevor es in die Weihnachtspause ging. Gerard Butler, der mit den Dreharbeiten zu Geostorm beschäftigt war, stieß später dazu und drehte einige Szenen mit Eckhart und Bassett im März 2015. Dabei wurde auch in der Umgebung des Somerset House gedreht, in dem normalerweise die Londoner Fashion Week und im Sommer Filmvorführungen durchgeführt werden. Butler bestätigte zudem in einem Interview, dass Teile des Films in Indien und Bulgarien gedreht wurden. Der Präsident Bulgariens, Rossen Plewneliew, besuchte das Set während der Dreharbeiten im Boyana Cinema Center in Bulgarien. Auf Sets der bulgarischen Nu Boyana Filmstudios wurden große Teile jener Szenen gedreht, die in London auf dem Saint Paul’s Churchyard und im Stadtteil Mayfair spielen. Auch die dort vorhandene Kulisse, die einer Straße im mittleren Osten nachempfunden ist, wurde genutzt. Die Dreharbeiten dauerten bis April 2015.

### Marketing und Veröffentlichung
Am 20. Mai 2015 reaktivierte Focus Features ihre Marke Gramercy Pictures für Action-, Horror- und Science-Fiction-Filme und veröffentlichte London Has Fallen unter deren Namen. Die Veröffentlichung war ursprünglich für den 2. Oktober 2015 geplant. Am 12. Juni 2015 wurde jedoch bekanntgegeben, dass der Film auf den 22. Januar 2016 verschoben wird, um nicht in Konkurrenz zu Ridley Scotts Film Der Marsianer zu treten, der zwei Tage zuvor sein ursprüngliches Startdatum am 25. November 2015 mit Victor Frankenstein getauscht hatte. Am 1. Juli 2015 wurde der erste Trailer zum Film veröffentlicht. Das Timing der Veröffentlichung wurde vom Tavistock Square Memorial Trust als „taktlos“ bezeichnet, da sie sowohl in die Woche des 10-jährigen Gedenkens der Londoner Bombenanschläge, bei denen 52 Menschen getötet wurden, als auch in den Zeitraum der Anschläge von Sousse fiel, bei denen 30 Briten getötet wurden. Am 6. September 2015 wurde der Veröffentlichungstermin auf den 4. März 2016 verschoben, da das Studio mehr Zeit benötigte, um die visuellen Effekte fertigzustellen. Der offizielle US-Trailer wurde am 5. November 2015 veröffentlicht. Am 21. Januar 2016 wurde zudem ein neues Filmplakat veröffentlicht.

## Rezeption

### Kritiken
Sowohl vor als auch nach dem offiziellen Kinostart erhielt der Film überwiegend negative Kritiken. Peter Travers vom Rolling Stone bezeichnete London Has Fallen als „giftigen Eintopf aus grassierender Fremdenfeindlichkeit“ und rief zum Boykott des Films auf. Mark Kermode nannte den Film in der BBC „terrible and utterly boring“ („schrecklich und ausgesprochen langweilig“). Nur 28 % der Kritiken auf Rotten Tomatoes fielen positiv aus.

### Einspielergebnis
Der Film spielte an seinem Startwochenende 21,6 Millionen US-Dollar in den nordamerikanischen Kinos ein und landete damit auf Platz 2 der Box-Office-Charts. Die weltweiten Einnahmen des Films betragen rund 205 Millionen US-Dollar, etwa 35 Millionen US-Dollar mehr als beim ersten Teil, der rund 170 Mio. US-Dollar einspielen konnte. Das Produktionsbudget des Films belief sich auf 60 Millionen US-Dollar (Olympus Has Fallen: 70 Mio. US-Dollar).
In Deutschland zählte der Film im Erscheinungsjahr 2016 rund 392.000 Kinobesucher.

### Auszeichnungen
NAACP Image Awards 2017
- Nominierung als Beste Hauptdarstellerin (Angela Bassett)[34]

Goldene Himbeere 2017
- Nominierung als Schlechtester Schauspieler (Gerard Butler)

## Fortsetzung
Der dritte Teil der „Has-Fallen“-Reihe wurde unter dem Titel Angel Has Fallen im August 2019 veröffentlicht.